# Hanna Jahns
Hanna Jahns (ur. 3 czerwca 1973 w Poznaniu) – polska ekonomistka, w latach 2007–2010 sekretarz stanu w Ministerstwie Rozwoju Regionalnego.

## Życiorys
W 1997 ukończyła międzynarodowe stosunki gospodarcze i polityczne w Akademii Ekonomicznej w Poznaniu. W 2002 obroniła doktorat z zakresu nauk ekonomicznych (specjalność: międzynarodowe stosunki gospodarcze) w Szkole Głównej Handlowej w Warszawie pod tytułem Pomoc regionalna w Unii Europejskiej i jej wpływ na konkurencyjność regionów (promotorka: Elżbieta Kawecka-Wyrzykowska).
Od 1998 do 2006 była zatrudniona w Instytucie Koniunktur i Cen Handlu Zagranicznego. W latach 2000–2003 pracowała także w Ministerstwie Rozwoju Regionalnego i Budownictwa (jako naczelnik wydziału). W 2002 odbywała staż w Komisji Europejskiej.
Od 2003 do 2007 kierowała Wydziałem Polityki Regionalnej i Spójności w Stałym Przedstawicielstwie RP przy Unii Europejskiej. W 2007 objęła kierownictwo zespołu ds. budżetu w Dyrekcji Generalnej ds. Polityki Regionalnej w Komisji Europejskiej.
16 grudnia 2007 została powołana na stanowisko sekretarza stanu w Ministerstwie Rozwoju Regionalnego. 15 lutego 2010 odwołano ją z tego stanowiska, rozpoczęła pracę w Komisji Europejskiej w gabinecie komisarza ds. polityki regionalnej Johannesa Hahna.
Jest żoną Michała Boniego.